# Salim Sdiri
Salim Sdiri (né le 26 octobre 1978 à Ajaccio) est un athlète français spécialiste du saut en longueur. Il détient le record de France de la discipline avec 8,42 mètres, saut réalisé le 12 juin 2009 à Pierre-Bénite, et est également le détenteur du record de France en salle (8,27 m en 2006 à la halle Michel-d'Ornano de Mondeville). Son meilleur résultat sur le plan international est une médaille de bronze remportée lors des Championnats d'Europe en salle 2007. Il est licencié à l'USM Montargis.

## Biographie
Salim Sdiri obtient sa première médaille lors d'un championnat international majeur à l'âge de 28 ans, lors des Championnats d'Europe en salle 2007 disputés à Birmingham. Il se classe troisième de la finale de la longueur avec un saut à 8,00 m, devancé par l'Italien Andrew Howe et le Grec Loúis Tsátoumas.

### Accident
Le 13 juillet 2007, lors du Golden Gala de Rome, meeting faisant partie de la Golden League 2007, Salim Sdiri reçoit accidentellement dans le dos un javelot lancé par l'athlète finlandais Tero Pitkämäki. Ce dernier ayant légèrement dérapé à la fin de son lancer, le javelot prit la direction de la zone d'échauffement des sauteurs, touchant le Français au niveau de la scapula. 
Les examens médicaux pratiqués le soir même à l'hôpital Gemelli à Rome ont montré une plaie de 4 centimètres sans atteinte des organes vitaux dans un premier temps. Deux jours après sa sortie d'hôpital, il y est ramené en urgence. En fait le javelot est entré de 20 à 30 centimètres, et a percé au moins le foie de Salim Sdiri, avant que l'« effet levier » continue à déchirer vers le haut du foie et provoque des saignements internes.

### Retour à la compétition
Après une longue convalescence, et s'être beaucoup interrogé, Salim Sdiri décide finalement de revenir à la compétition début 2008 pour préparer les Jeux de Pékin. « L'envie est revenue. Si j'ai décidé de reprendre à fond, c'est pour faire les Jeux olympiques, pas juste pour faire du saut en longueur. Je veux retrouver le niveau que j'avais avant l'accident et être parmi les meilleurs mondiaux. » déclare Salim Sdiri dans L'Équipe magazine du 9 février 2008. Salim Sdiri dispute les Jeux olympiques de Pékin, mais il échoue en qualifications de l'épreuve du saut en longueur.
Le 12 juin 2009, Sdiri bat le record de France de Kader Klouchi (8,30 m en 1998) avec un bond à 8,42 m. Sélectionné pour les Championnats du monde de Berlin en août 2009, le Français termine sixième de la finale avec 8,07 m.
Le 27 février 2010, à Paris-Bercy, Salim Sdiri devient champion de France en salle en établissant la meilleure performance mondiale de l'année avec 8,24 m, échouant à trois centimètres de son propre record de France.
Le 12 mars 2010, il se qualifie pour la finale du saut en longueur des Championnats du monde en salle avec un saut à 7,94 m. Faisant figure de favori lors de la finale, il échoue au pied du podium, se classant quatrième avec un bond à 8,01 m. Il se classait pourtant second avant le dernier saut, le titre mondial revient à Fabrice Lapierre avec 8,17 m.
Le 26 juin 2016, Sdiri remporte la médaille de bronze des Championnats de France d'Angers avec un saut à 7,89 m et prend ensuite sa retraite à l'issue du concours.

## Palmarès
| Date | Compétition                         | Lieu          | Résultat | Marque |
| ---- | ----------------------------------- | ------------- | -------- | ------ |
| 2002 | Coupe d'Europe des nations          | Annecy        | 3e       | 8,03 m |
| 2002 | Championnats d'Europe               | Munich        | 7e       | 7,78 m |
| 2003 | Championnats du monde en salle      | Birmingham    | 7e       | 7,63 m |
| 2004 | Coupe d'Europe                      | Bydgoszcz     | 2e       | 8,24 m |
| 2004 | Jeux olympiques                     | Athènes       | 12e      | 7,94 m |
| 2005 | Jeux méditerranéens                 | Almeria       | 1re      | 8,05 m |
| 2005 | Championnats du monde               | Helsinki      | 5e       | 8,21 m |
| 2005 | DécaNation                          | Paris         | 1er      | 7,97 m |
| 2006 | Coupe d'Europe des nations en salle | Liévin        | 2e       | 7,85 m |
| 2006 | Championnats d'Europe               | Göteborg      | 10e      | 7,69 m |
| 2007 | Championnats d'Europe en salle      | Birmingham    | 3e       | 8,00 m |
| 2009 | Championnats d'Europe par équipes   | Leiria        | 7e       | 7,74 m |
| 2009 | Jeux méditerranéens                 | Pescara       | 1re      | 8,29 m |
| 2009 | Championnats du monde               | Berlin        | 6e       | 8,07 m |
| 2009 | DécaNation                          | Paris         | 2e       | 8,05 m |
| 2009 | Finale mondiale                     | Thessalonique | 5e       | 7,90 m |
| 2010 | Championnats du monde en salle      | Doha          | 4e       | 8,01 m |
| 2010 | Championnats d'Europe               | Barcelone     | 4e       | 8,20 m |
| 2012 | Championnats d'Europe               | Helsinki      | 12e      | 7,48 m |
| 2013 | Championnats d'Europe par équipes   | Leiria        | 7e       | 7,55 m |
| 2014 | Championnats d'Europe par équipes   | Brunswick     | 9e       | 7,72 m |

## Records

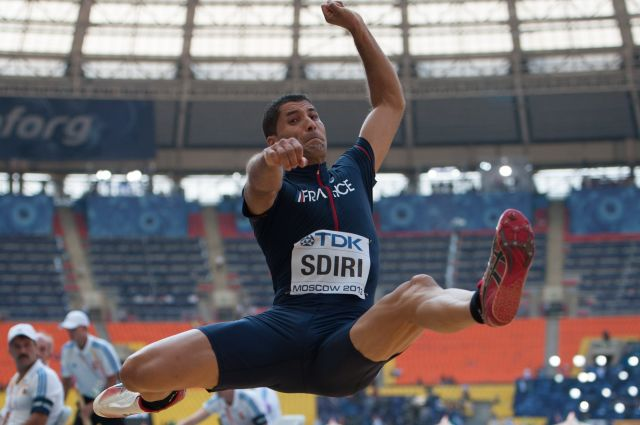
Salim Sdiri lors des championnats du monde 2013.

| Épreuve          | Épreuve   | Performance | Lieu          | Date            |
| ---------------- | --------- | ----------- | ------------- | --------------- |
| Saut en longueur | Plein air | 8,42 m (NR) | Pierre-Bénite | 12 juin 2009    |
| Saut en longueur | Salle     | 8,27 m (NR) | Mondeville    | 28 janvier 2006 |